# 幽州站
幽州站是丰沙铁路上的一个小火车站，该站位于河北省张家口市怀来县官厅镇境内，距离北京站84公里，沙城站37公里。车站建于1954年，为上行车站，曾为四等站，现已废弃拆除。